# Akim Filippowitsch Golowin
Akim Filippowitsch Golowin (russisch Аким Филиппович Головин; * 8. Septemberjul. / 20. September 1880greg. im Dorf Dmitrijewskoje im heutigen Rajon Panino, Gouvernement Woronesch; † 8. August 1949 in Swerdlowsk) war ein russisch-sowjetischer Metallurg, Werkstoffkundler und Hochschullehrer.

## Leben
Golowin stammte aus einer Bauernfamilie. Er studierte am St. Petersburger Berginstitut mit Abschluss 1909.
Nach dem Studium arbeitete Golowin in St. Petersburg im Putilow-Werk und unterrichtete gleichzeitig an der St. Petersburger Gewerbe-Schule. Im Ersten Weltkrieg leitete er 1916–1918  die metallurgische Produktion und die Technik-Abteilung der Verwaltung im Bergbaubezirk Nischni Tagil. Nach  der Oktoberrevolution arbeitete er dort weiter und unterrichtete daneben an der Berg-Fabrik-Schule.
1923 wurde Golowin Dozent am Uraler Polytechnischen Institut in Jekaterinburg. Sein Lehr- und Forschungsgebiet war das Umformen und insbesondere das Walzen. 1926 wurde er zum Professor ernannt. Er leitete den Lehrstuhl für Walztechnik bis 1947. Er entwickelte eine originelle hydraulische Theorie des Walzens. Er veröffentlichte vier Monografien zu Problemen des Umformens und mehr als 100 Fachartikel.
Golowin war 1938–1949 Deputierter des Obersten Sowjets der RSFSR.
Golowins Tochter Olga Akimowna Golowina (1924–1978) war Komponistin.

## Ehrungen, Preise
- Verdienter Wissenschaftler der RSFSR (1943)
- Stalinpreis (1943)
- Leninorden (1944)[1]